# Championnat d'Afrique du Nord de football 1955
Navigation
Championnat AfN 1954
Cet article traite de l'édition 1955 du Championnat d'Afrique du Nord de l'ULNA. Il s'agit de la vingt-neuvième et dernière édition de cette compétition qui se terminera par une victoire de l'Entente Sportive Franco-Musulmane Guelma.
Les deux équipes qui se rencontrent en finale sont l'ESFM Guelma de la Ligue de Constantine et le Wydad AC de la Ligue du Maroc. Elle se termine par une victoire de l'ESFM Guelma sur le score de deux buts à un.
L'ESFM Guelma remporte la compétition pour la toute première fois de son histoire et permet à sa ligue, la Ligue de Constantine d'obtenir son second tire dans cette compétition. Le Wydad Athletic Club est défait pour la toute première fois en finale dans cette compétition et pour sa ligue, il s'agit de la sixième défaite en finale.
Au total lors cette édition, 4 matchs ont été joués avec 5 participants des cinq ligues différentes que sont la Ligue d'Alger, la Ligue d'Oran, la Ligue de Tunisie, la Ligue du Maroc et la Ligue de Constantine.

## Ligue d'Alger
| Rang | Équipe            | Pts | J  | G  | N | P  | Bp | Bc | Diff |
| ---- | ----------------- | --- | -- | -- | - | -- | -- | -- | ---- |
| 1    | GS Alger          | 57  | 22 | 15 | 5 | 2  | 40 | 20 | +20  |
| 2    | MC Alger          | 53  | 22 | 13 | 5 | 4  | 32 | 15 | +17  |
| 3    | Stade Guyotville  | 52  | 22 | 13 | 4 | 5  | 42 | 28 | +14  |
| 4    | AS Boufarik       | 50  | 22 | 11 | 6 | 5  | 41 | 27 | +14  |
| 5    | USM Blida         | 44  | 22 | 7  | 8 | 7  | 27 | 35 | -8   |
| 6    | SCU El Biar       | 43  | 22 | 7  | 7 | 8  | 37 | 40 | -3   |
| 7    | Red Star Algérois | 41  | 22 | 6  | 7 | 9  | 27 | 26 | +1   |
| 8    | AS Saint-Eugène   | 40  | 22 | 6  | 6 | 10 | 30 | 43 | -13  |
| 9    | FC Blida          | 40  | 22 | 7  | 4 | 11 | 24 | 30 | -6   |
| 10   | O. Marengo        | 38  | 22 | 6  | 4 | 12 | 32 | 42 | -10  |
| 11   | ASPTT Alger       | 35  | 22 | 4  | 5 | 13 | 22 | 40 | -18  |
| 12   | O Hussein-Dey     | 35  | 22 | 5  | 3 | 14 | 26 | 39 | -13  |

- Champion de Promotion Honneur

- Vice-champion de Promotion Honneur

- Relégué

## Ligue d'Oran
Classement final le 22 mai 1955:
| Rang | Équipe           | Pts | J  | G  | N | P  | Bp | Bc | Diff |
| ---- | ---------------- | --- | -- | -- | - | -- | -- | -- | ---- |
| 1    | SC Bel-Abbès     | 53  | 22 | 11 | 9 | 2  | 43 | 23 | +20  |
| 2    | USM Oran         | 51  | 22 | 11 | 8 | 3  | 32 | 14 | +18  |
| 3    | SS Marsa         | 50  | 22 | 13 | 2 | 7  | 46 | 26 | +20  |
| 4    | GC Oran          | 47  | 22 | 10 | 5 | 7  | 39 | 32 | +7   |
| 5    | FC Oran          | 46  | 22 | 11 | 2 | 8  | 36 | 36 | 0    |
| 6    | IS Mostaganem    | 43  | 22 | 7  | 7 | 8  | 35 | 28 | +7   |
| 7    | USM Bel-Abbès    | 43  | 22 | 7  | 7 | 8  | 21 | 26 | -5   |
| 8    | AS Marine d'Oran | 41  | 22 | 7  | 5 | 10 | 20 | 28 | -8   |
| 9    | USSC Témouchent  | 41  | 22 | 6  | 7 | 9  | 22 | 32 | -10  |
| 10   | CDJ Oran         | 41  | 22 | 7  | 5 | 10 | 26 | 31 | -5   |
| 11   | AGS Mascara      | 38  | 22 | 7  | 2 | 13 | 35 | 57 | -22  |
| 12   | ES Mostaganem    | 33  | 22 | 3  | 5 | 14 | 18 | 47 | -29  |

- Champion de Promotion Honneur

- Vice-champion de Promotion Honneur

- Relégué

## Ligue de Constantine
| Rang | Équipe            | Pts | J  | G | N | P | Bp | Bc | Diff |
| ---- | ----------------- | --- | -- | - | - | - | -- | -- | ---- |
| 1    | ESFM Guelma       | 56  | 22 |   |   |   |    |    |      |
| 2    | MO Constantine    | 48  | 22 |   |   |   |    |    |      |
| 3    | JSM Philippeville | 47  | 22 |   |   |   |    |    |      |
| 4    | AS Bône           | 47  | 22 |   |   |   |    |    |      |
| 5    | USM Khenchela     | 47  | 22 |   |   |   |    |    |      |
| 6    | JS Djijel         | 44  | 22 |   |   |   |    |    |      |
| 7    | USM Bône          | 44  | 22 |   |   |   |    |    |      |
| 8    | JBAC Bône         | 44  | 22 |   |   |   |    |    |      |
| 9    | EJ Philippeville  | 42  | 22 |   |   |   |    |    |      |
| 10   | AS Batna          | 40  | 22 |   |   |   |    |    |      |
| 11   | SS Sétif          | 39  | 22 |   |   |   |    |    |      |
| 12   | CS Constantine    | 36  | 22 |   |   |   |    |    |      |

- Champion de Division Honneur

- Vice-champion de Division Honneur

- Relégué

## Ligue du Maroc
Championnat du Maroc de football 1954-1955
Le barème de points servant à établir le classement se décompose ainsi :
- Victoire : trois points ;
- Match nul : deux points ;
- Défaite : un point.

| Rang | Équipe            | Pts | J  | G  | N  | P  | Bp | Bc | Diff |
| ---- | ----------------- | --- | -- | -- | -- | -- | -- | -- | ---- |
| 1    | Wydad AC          | 50  | 22 | 11 | 6  | 5  | 30 | 18 | +12  |
| 2    | KAC Marrakech (P) | 49  | 22 | 10 | 7  | 5  | 28 | 16 | +12  |
| 3    | Racing AC (T)     | 46  | 22 | 10 | 6  | 6  | 24 | 18 | +6   |
| 4    | US Athlétique (P) | 45  | 22 | 10 | 5  | 7  | 23 | 20 | +3   |
| 5    | MC Oujda          | 45  | 22 | 10 | 5  | 7  | 22 | 22 | 0    |
| 6    | Stade Marocain    | 44  | 22 | 9  | 8  | 5  | 20 | 23 | -3   |
| 7    | SA Marrakech      | 44  | 22 | 9  | 8  | 5  | 19 | 24 | -5   |
| 8    | USD Meknès        | 42  | 22 | 8  | 10 | 4  | 19 | 26 | -7   |
| 9    | US Marocaine      | 42  | 22 | 8  | 10 | 4  | 20 | 28 | -8   |
| 10   | Fath US           | 42  | 22 | 10 | 2  | 10 | 18 | 28 | -10  |
| 11   | AS Tanger-Fès     | 40  | 22 | 8  | 8  | 6  | 17 | 30 | -13  |
| 12   | SCC Roches Noires | 39  | 22 | 8  | 7  | 7  | 15 | 30 | -15  |

## Ligue de Tunisie
Championnat de Tunisie de football 1954-1955
| Rang | Équipe                  | Pts | J  | G  | N | P  | Bp | Bc | Diff |
| ---- | ----------------------- | --- | -- | -- | - | -- | -- | -- | ---- |
| 1    | CS Hammam Lif           | 56  | 22 | 15 | 4 | 3  | 62 | 18 | +44  |
| 2    | ES Tunis                | 54  | 22 | 13 | 6 | 2  | 51 | 23 | +28  |
| 3    | Club africain           | 50  | 22 | 12 | 4 | 6  | 44 | 29 | +15  |
| 4    | ES Sahel                | 48  | 22 | 11 | 4 | 7  | 33 | 19 | +14  |
| 5    | CA bizertin             | 45  | 22 | 9  | 5 | 8  | 30 | 25 | +5   |
| 6    | Patriote de Sousse      | 44  | 22 | 8  | 6 | 8  | 32 | 32 | 0    |
| 7    | Olympique de Tunis      | 44  | 22 | 8  | 6 | 8  | 38 | 39 | -1   |
| 8    | Sfax RS                 | 43  | 22 | 7  | 7 | 8  | 36 | 40 | -4   |
| 9    | US Marine de Ferryville | 40  | 22 | 7  | 4 | 11 | 29 | 35 | -6   |
| 10   | Club Tunisien           | 37  | 22 | 4  | 7 | 11 | 29 | 58 | -29  |
| 11   | Patrie FC bizertin      | 34  | 22 | 4  | 4 | 14 | 30 | 55 | -25  |
| 12   | Club sportif Gabésien   | 33  | 22 | 4  | 3 | 15 | 15 | 56 | -41  |

- Champion

- Vice-champion

- Relégué

## Phase finale
Quart de finale
Lors de ce match éliminatoire, deux des cinq équipes sont tirés au hasard pour s'affronter. Le vainqueur se qualifie immédiatement en demi-finale. Le Wydad AC, champion du Maroc 1954/1955 et l'ES Tunis leader du classement du championnat de Tunisie de la 1954/1955 sont ainsi les deux clubs devant s'affronter.
- Match joué le 15 mai 1955[2]

|   | Date        | Club     | Score | Club     | Lieu  |
| - | ----------- | -------- | ----- | -------- | ----- |
| 1 | 15 mai 1955 | ES Tunis | 1 - 2 | Wydad AC | Tunis |

| Titulaires : |  |
| |  |
| 1. Zine El-Abidine Chennoufi 2. Youssef Sehili 3. Mohamed Naouar 4. Driss Messaoud 5. Hassen Tasco 6. Mehrez Zlassi 7. Mustapha Azzabi 8. Noureddine Ben Frej 9. Abderrahman Ben Ezzedine 10. Hédi Feddou 11. Hamadi Ghedamsi |  |
| Entraîneur : |  |
| Hechmi Cherif |  |

| Titulaires : |  |
| |  |
| 1. Si Mohamed Rifki "Sobis" 2. Ben Lahbib 3. Mustapha "Msitifa" 4. Mustapha Bettache 5. Mbarek 6. Belarbi 7. Hajjami 8. Pierre Gomez 9. Abdallah Zhar 10. Mohamed Tibari 11. Mohamed Anouar "Chtouki" |  |
| Entraîneur : |  |
| Père Jégo |  |

| Titulaires : |  |
| |  |
| 1. Zine El-Abidine Chennoufi 2. Youssef Sehili 3. Mohamed Naouar 4. Driss Messaoud 5. Hassen Tasco 6. Mehrez Zlassi 7. Mustapha Azzabi 8. Noureddine Ben Frej 9. Abderrahman Ben Ezzedine 10. Hédi Feddou 11. Hamadi Ghedamsi |  |
| Entraîneur : |  |
| Hechmi Cherif |  |

| Titulaires : |  |
| |  |
| 1. Si Mohamed Rifki "Sobis" 2. Ben Lahbib 3. Mustapha "Msitifa" 4. Mustapha Bettache 5. Mbarek 6. Belarbi 7. Hajjami 8. Pierre Gomez 9. Abdallah Zhar 10. Mohamed Tibari 11. Mohamed Anouar "Chtouki" |  |
| Entraîneur : |  |
| Père Jégo |  |

Demi-finales
- Résultats des demi-finales de la Ligue des champions de l'ULNA 1955:
- Matchs des demi-finales joués le 22 mai 1955[3]:

|   | Date | Club        | Score     | Club         | Lieu        |
| - | ---- | ----------- | --------- | ------------ | ----------- |
| 1 |      | ESFM Guelma | 3 - 1 a.p | GS Alger     | Constantine |
| 2 |      | Wydad AC    | forfait   | SC Bel-Abbès | Casablanca  |

Finale
- Résultat du finale de la Ligue des champions de l'ULNA 1955

La finale jouée le 29 mai 1955 :
|   | Date | Club     | Score     | Club        | Lieu       |
| - | ---- | -------- | --------- | ----------- | ---------- |
| 1 |      | Wydad AC | 1 – 2 a.p | ESFM Guelma | Casablanca |

| Titulaires : |  |
| |  |
| 1. Ben Jilali 2. Ben Lahbib 3. Mustapha "Msitifa" 4. Mustapha Bettache 5. Mbarek 6. Ben Larbi 7. Hajjami 8. Pierre Gomez 9. Abdallah Zhar 10. Mohamed Tibari 11. Mohamed Anouar "Chtouki" |  |
| Entraîneur : |  |
| Père Jégo |  |

| Titulaires : |  |
| |  |
| 1. Belhaoues Abdelhamid 2. Chorfi M.S 3. Benteboula Ali 4. Abda Hamid 5. Chemani Mostefa 6. Saidi Rachid 56e 7. Beldjoudi Boudjemaa 8. Bara Amor 9. Seridi Med Chérif 10. Chorfi Abdelmadjid 11. Merzougui Larbi · |  |
| Entraîneur : |  |
| Kermiche Mohamed |  |

| Titulaires : |  |
| |  |
| 1. Ben Jilali 2. Ben Lahbib 3. Mustapha "Msitifa" 4. Mustapha Bettache 5. Mbarek 6. Ben Larbi 7. Hajjami 8. Pierre Gomez 9. Abdallah Zhar 10. Mohamed Tibari 11. Mohamed Anouar "Chtouki" |  |
| Entraîneur : |  |
| Père Jégo |  |

| Titulaires : |  |
| |  |
| 1. Belhaoues Abdelhamid 2. Chorfi M.S 3. Benteboula Ali 4. Abda Hamid 5. Chemani Mostefa 6. Saidi Rachid 56e 7. Beldjoudi Boudjemaa 8. Bara Amor 9. Seridi Med Chérif 10. Chorfi Abdelmadjid 11. Merzougui Larbi · |  |
| Entraîneur : |  |
| Kermiche Mohamed |  |

|  |  |

| Ligue des champions de l'ULNA Vainqueur 1955 |
| -------------------------------------------- |
| ESFM Guelma Premier titre                    |